# 西八代郡

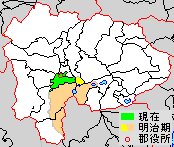
山梨県西八代郡の範囲（緑：市川三郷町 薄黄：後に他郡に編入された区域）

西八代郡（にしやつしろぐん）は、山梨県の郡。
人口13,585人、面積75.18km²、人口密度181人/km²。（2025年2月1日、推計人口）。
以下の1町を含む。
- 市川三郷町（いちかわみさとちょう）

## 郡域
1878年（明治11年）に発足した当時の郡域は、上記1町のほか、以下の区域にあたる。当初は富士川の左岸が本郡、右岸が南巨摩郡であったが、合併を経るごとに徐々に南巨摩郡に編入され、大幅に縮小した。
- 甲府市の一部（古関町・梯町）
- 南都留郡富士河口湖町の一部（西湖・精進・本栖・富士ヶ嶺）
- 南巨摩郡身延町の一部（富士川以東）
- 南巨摩郡南部町の一部（富士川以東）
- 南巨摩郡富士川町の一部（富士川以東）

## 歴史

### 郡発足までの沿革
- 「旧高旧領取調帳」に記載されている、八代郡のうち後の当郡域の、明治初年時点での支配は以下の通り。●は村内に寺社領が、○は寺社除地[1]が存在。（80村）

| 知行   | 知行       | 村数 | 村名 |
| ------ | ---------- | ---- | --- |
| 幕府領 | 市川代官所 | 78村 | ●上野村、○大塚村、畑熊村、垈村、下芦川村、梯村、古関村、精進村、本栖村、●市川大門村、印沢村、●高田村、●下大鳥居村、黒沢村、熊沢村、○八ノ尻村、○山家村、落居村、葛籠沢村、宮原村、岩下村、五八村、寺所村、嶺村、久保村、大山村、柴草村、大磯小磯村、根子村、●瀬戸村、羽鹿島村、楠甫村、岩間村、鴨狩津向村、三沢村、樋田村、切房木村、車田村、○道村、水船村、古関村、中倉村、釜額村、下田原村、上田原村、○宮木村、○一色村、○市之瀬村、北川村、岩欠村、杉山村、大炊平村、清沢村、○常葉村、上野平村、波高島村、桃ヶ窪村、下部村、湯奥村、上八木沢村、下八木沢村、帯金村、大垈村、椿草里村、大崩村、丸滝村、角打村、和田村、樋上村、大嶋村、内船村、上佐野村、井出村、十島村、下佐野村、折門村、八坂村、三帳村 |
| 幕府領 | 田安徳川家 | 2村  | 中山村、高萩村 |

- 慶応4年
  - 5月24日（1868年7月13日） - 田安徳川家が立藩して田安藩となる。
  - 9月4日（1868年10月19日） - 市川代官所の管轄地が市川県の管轄となる。
  - 10月28日（1868年12月11日） - 田安藩領を除く全域が甲斐府の管轄となる。
- 明治2年
  - 7月20日（1869年8月27日） - 甲斐府が甲府県に改称。
  - 12月26日（1870年1月27日） - 田安藩が廃藩。
- 明治3年
  - 旧・田安藩領が正式に甲府県の管轄となる。
  - 11月20日（1871年1月10日） - 甲府県が山梨県に改称。
- 明治7年（1874年）から明治8年（1875年）にかけて下記の町村の統合が行われる。カッコ内は統合時期。（35村）
  - 九一色村 ← 古関村、梯村、精進村、本栖村、折門村、八坂村、下芦川村、三帳村、高萩村、垈村、中山村、畑熊村（明治7年11月）
  - 三保村 ← 嶺村、久保村、大山村（明治7年10月）
  - 豊和村 ← 下大鳥居村、黒沢村（明治8年1月）
  - 河頭村 ← 熊沢村、五八村、寺所村、岩下村（明治8年6月）
  - 共和村 ← 下田原村、宮木村、上田原村、一色村（明治8年6月）
  - 富里村 ← 北川村、市之瀬村、杉山村、岩欠村、大炊平村、清沢村、常葉村、上野平村、波高島村、桃ヶ窪村、下部村、湯奥村（明治8年4月）
  - 大河内村 ← 上八木沢村、下八木沢村、帯金村、大垈村、椿草里村、丸滝村、大崩村、角打村、和田村、樋上村、大嶋村（明治7年1月）
  - 栄村 ← 内船村、井出村、十島村、上佐野村、下佐野村（明治7年10月31日）

### 郡発足後の沿革
- 明治11年（1878年）12月19日 - 郡区町村編制法の山梨県での施行により、八代郡のうち35村の区域をもって西八代郡が発足。郡役所を市川大門村に設置。

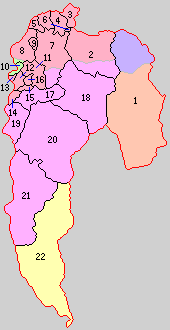
1.上九一色村 2.下九一色村 3.大塚村 4.上野村 5.高田村 6.市川大門村 7.山保村 8.豊和村 9.八之尻村 10.羽鹿島村 11.落居村 12.岩間村 13.楠甫村 14.鴨狩津向村 15.宮原村 16.葛籠沢村 17.久那土村 18.古関村 19.共和村 20.富里村 21.大河内村 22.栄村（紫：甲府市 赤：市川三郷町 橙：南都留郡富士河口湖町 桃：南巨摩郡身延町 黄：南巨摩郡南部町 緑：南巨摩郡富士川町）

- 明治22年（1889年）7月1日 - 町村制の施行により、以下の町村が発足。［ ］は改めて再編された町村。（22村）
  - 上九一色村［九一色村のうち古関・梯・精進・本栖］（現・甲府市、南都留郡富士河口湖町）
  - 下九一色村［九一色村のうち折門・八坂・下芦川・三帳・高萩・垈・中山・畑熊］（現・市川三郷町、南巨摩郡身延町）
  - 大塚村、上野村、高田村［高田村・印沢村］、市川大門村（現・市川三郷町）
  - 山保村［山家村・三保村］（現・市川三郷町、南巨摩郡身延町）
  - 豊和村（現・市川三郷町、南巨摩郡富士川町）
  - 八之尻村［八ノ尻村］（現・市川三郷町）
  - 羽鹿島村（現・南巨摩郡富士川町）
  - 落居村［河頭村・落居村］、岩間村、楠甫村、鴨狩津向村、宮原村、葛籠沢村（現・市川三郷町）
  - 久那土村［三沢村・樋田村・車田村・切房木村・道村・水船村・柴草村］、古関村［大磯小磯村・瀬戸村・根子村・古関村・釜額村・中倉村］、共和村、富里村［富里村および大河内村のうち川向］、大河内村［川向を除く］（現・南巨摩郡身延町）
  - 栄村（現・南巨摩郡南部町）
- 明治24年（1891年）8月1日 - 郡制を施行。
- 明治33年（1900年）4月24日 - 市川大門村が町制施行して市川大門町となる。（1町21村）
- 大正12年（1923年）3月31日 - 郡会が廃止。郡役所は存続。
- 大正15年（1926年）6月30日 - 郡役所が廃止。以降は地域区分名称となる。
- 昭和17年（1942年）7月1日 - 豊和村・八之尻村・羽鹿島村が合併して大同村が発足。（1町19村）
- 昭和26年（1951年）4月1日 - 岩間村・楠甫村・宮原村・葛籠沢村・鴨狩津向村・落居村が合併して六郷村が発足。（1町14村）
- 昭和29年（1954年）
  - 4月1日（3町12村）
    - 六郷村が町制施行して六郷町となる。
    - 富里村が町制施行・改称して下部町となる。

  - 5月15日 - 高田村が市川大門町に編入。（3町11村）
  - 11月3日（4町8村）
    - 大塚村・上野村および下九一色村の一部（畑熊・中山・垈・高萩・三帳・下芦川）が合併して三珠町が発足。
    - 下九一色村の残部（折門・八坂）が古関村に編入。
- 昭和30年（1955年）
  - 2月11日 - 大河内村が南巨摩郡身延町・下山村・豊岡村と合併し、改めて南巨摩郡身延町が発足。（4町7村）
  - 4月1日（4町5村）
    - 栄村が南巨摩郡睦合村と合併して南巨摩郡南部町が発足。
    - 山保村の一部（山家の一部）が市川大門町、残部（久保・嶺・大山および山家の一部）が久那土村に分割編入。
- 昭和31年（1956年）9月30日（4町1村）
  - 大同村の一部（下大鳥居・八之尻および黒沢の一部）が市川大門町、残部（羽鹿島および黒沢の一部）が南巨摩郡鰍沢町に分割編入。
  - 下部町・久那土村・古関村・共和村が合併し、改めて下部町が発足。
- 昭和33年（1958年）
  - 1月1日 - 市川大門町の一部（黒沢）が南巨摩郡鰍沢町に編入。
  - 4月1日 - 下部町の一部（宮木・下田原）が南巨摩郡中富町に編入。
- 平成16年（2004年）9月13日 - 下部町が南巨摩郡身延町・中富町と合併し、改めて南巨摩郡身延町が発足。（3町1村）
- 平成17年（2005年）10月1日 - 市川大門町・三珠町・六郷町が合併して市川三郷町が発足。（1町1村）
- 平成18年（2006年）3月1日 - 上九一色村の一部（梯・古関）が甲府市、残部（精進・本栖・富士ヶ嶺）が南都留郡富士河口湖町に分割編入。（1町）

### 変遷表
| 明治22年7月1日 | 明治22年 - 昭和28年      | 昭和29年 - 昭和30年                 | 昭和31年 - 平成15年                       | 平成16年 - 現在                                | 現在                  |
| -------------- | ------------------------ | ----------------------------------- | ----------------------------------------- | ---------------------------------------------- | --------------------- |
| 岩間村         | 昭和26年4月1日 六郷村    | 昭和29年4月1日 町制施行             | 六郷町                                    | 平成17年10月1日 市川三郷町                     | 市川三郷町            |
| 楠甫村         | 昭和26年4月1日 六郷村    | 昭和29年4月1日 町制施行             | 六郷町                                    | 平成17年10月1日 市川三郷町                     | 市川三郷町            |
| 宮原村         | 昭和26年4月1日 六郷村    | 昭和29年4月1日 町制施行             | 六郷町                                    | 平成17年10月1日 市川三郷町                     | 市川三郷町            |
| 葛籠沢村       | 昭和26年4月1日 六郷村    | 昭和29年4月1日 町制施行             | 六郷町                                    | 平成17年10月1日 市川三郷町                     | 市川三郷町            |
| 鴨狩津向村     | 昭和26年4月1日 六郷村    | 昭和29年4月1日 町制施行             | 六郷町                                    | 平成17年10月1日 市川三郷町                     | 市川三郷町            |
| 落居村         | 昭和26年4月1日 六郷村    | 昭和29年4月1日 町制施行             | 六郷町                                    | 平成17年10月1日 市川三郷町                     | 市川三郷町            |
| 市川大門村     | 明治34年4月24日 町制施行 | 市川大門町                          | 市川大門町                                | 平成17年10月1日 市川三郷町                     | 市川三郷町            |
| 高田村         | 高田村                   | 昭和29年5月15日 市川大門町に編入    | 市川大門町                                | 平成17年10月1日 市川三郷町                     | 市川三郷町            |
| 山保村         | 山保村                   | 昭和30年4月1日 市川大門町に分割編入 | 市川大門町                                | 平成17年10月1日 市川三郷町                     | 市川三郷町            |
| 山保村         | 山保村                   | 昭和30年4月1日 久那土村に分割編入   | 昭和31年9月30日 下部町                    | 平成16年9月13日 南巨摩郡 身延町                | 南巨摩郡 身延町       |
| 久那土村       | 久那土村                 | 久那土村                            | 昭和31年9月30日 下部町                    | 平成16年9月13日 南巨摩郡 身延町                | 南巨摩郡 身延町       |
| 富里村         | 富里村                   | 昭和29年4月1日 町制改称 下部町      | 昭和31年9月30日 下部町                    | 平成16年9月13日 南巨摩郡 身延町                | 南巨摩郡 身延町       |
| 共和村         | 共和村                   | 共和村                              | 昭和31年9月30日 下部町                    | 平成16年9月13日 南巨摩郡 身延町                | 南巨摩郡 身延町       |
| 古関村         | 古関村                   | 古関村                              | 昭和31年9月30日 下部町                    | 平成16年9月13日 南巨摩郡 身延町                | 南巨摩郡 身延町       |
| 下九一色村     | 下九一色村               | 昭和29年11月3日 古関村に編入        | 昭和31年9月30日 下部町                    | 平成16年9月13日 南巨摩郡 身延町                | 南巨摩郡 身延町       |
| 下九一色村     | 下九一色村               | 昭和29年11月3日 三珠町              | 三珠町                                    | 平成17年10月1日 市川三郷町                     | 市川三郷町            |
| 大塚村         | 大塚村                   | 昭和29年11月3日 三珠町              | 三珠町                                    | 平成17年10月1日 市川三郷町                     | 市川三郷町            |
| 上野村         | 上野村                   | 昭和29年11月3日 三珠町              | 三珠町                                    | 平成17年10月1日 市川三郷町                     | 市川三郷町            |
| 豊和村         | 昭和17年7月1日 大同村    | 大同村                              | 昭和31年9月30日 市川大門町に分割編入      | 平成17年10月1日 市川三郷町                     | 市川三郷町            |
| 八之尻村       | 昭和17年7月1日 大同村    | 大同村                              | 昭和31年9月30日 市川大門町に分割編入      | 平成17年10月1日 市川三郷町                     | 市川三郷町            |
| 羽鹿島村       | 昭和17年7月1日 大同村    | 大同村                              | 昭和31年9月30日 南巨摩郡 鰍沢町に分割編入 | 平成22年3月8日 南巨摩郡 富士川町               | 南巨摩郡 富士川町     |
| 上九一色村     | 上九一色村               | 上九一色村                          | 上九一色村                                | 平成18年3月1日 甲府市に分割編入                | 甲府市                |
| 上九一色村     | 上九一色村               | 上九一色村                          | 上九一色村                                | 平成18年3月1日 南都留郡 富士河口湖町に分割編入 | 南都留郡 富士河口湖町 |
| 大河内村       | 大河内村                 | 昭和30年2月11日 南巨摩郡 身延町     | 南巨摩郡 身延町                           | 南巨摩郡 身延町                                | 南巨摩郡 身延町       |
| 栄村           | 栄村                     | 昭和30年4月1日 南巨摩郡 南部町      | 南巨摩郡 南部町                           | 南巨摩郡 南部町                                | 南巨摩郡 南部町       |

## 行政
歴代郡長
| 代 | 氏名 | 就任年月日                 | 退任年月日                | 備考                   |
| -- | ---- | -------------------------- | ------------------------- | ---------------------- |
| 1  |      | 明治11年（1878年）12月19日 |                           |                        |
|    |      |                            | 大正15年（1926年）6月30日 | 郡役所廃止により、廃官 |